# Blanné
Blanné település Csehországban, a Znojmói járásban. Blanné Zvěrkovice, Blížkovice, Grešlové Mýto, Hostim és Prokopov településekkel határos. Lakosainak száma 82 fő (2024. január 1.).

## Népesség
A település lakosságának változását az alábbi diagram mutatja:
| Lakosok száma | 163  | 123  | 150  | 119  | 124  | 94   | 73   | 82   | 85   | 82   |
|               | 1869 | 1890 | 1921 | 1950 | 1980 | 2001 | 2017 | 2019 | 2022 | 2024 |